# Королёв, Георгий Петрович
Гео́ргий Петро́вич Королёв (род. в 1942 году) — российский дипломат.

## Биография
Окончил Московский авиационный институт им. С. Орджоникидзе (1965) и Дипломатическую академию МИД СССР (1976). На дипломатической работе с 1970 года. Владеет испанским и немецким языками.
- В 1989—1993 годах — советник-посланник Посольства СССР (с 1991 — России) в Перу.
- В 1995—1998 годах — начальник отдела Департамента кадров МИД России.
- С 10 июля 1998 по 2 июля 2002 года — чрезвычайный и полномочный посол России в Эквадоре[1][2].

С 2002 года — на пенсии.

## Дипломатический ранг
Чрезвычайный и полномочный посланник 1 класса (27 июня 2001).